# Avenida Newkirk (línea de la Avenida Nostrand)
La Avenida Newkirk es una estación en la Línea de la Avenida Nostrand del metro de Nueva York. Localizada en la intersección de las avenidas Newkirk y Nostrand en Brooklyn, y funciona con los trenes 2 todo el tiempo y los trenes del servicio 5 durante horas pico. La estación tiene mosaicos estándares, todas las cabinas y controles de pago están en el nivel de la plataforma. 

## Conexiones de buses
- B8 al este de Canarsie; oeste de Midwood, Kensington, Borough Park, Bensonhurst, Dyker Beach y Bay Ridge
- B44 vía Avenida Nostrand al sur de Sheepshead Bay y Brooklyn College; norte de Bedford-Stuyvesant y Williamsburg